# Ortsnamenbuch des Kantons Bern
Das Ortsnamenbuch des Kantons Bern ist ein von Paul Zinsli begründetes und an der Universität Bern erarbeitetes wissenschaftliches Werk, dessen Ziel die Dokumentation und Deutung aller Orts- und Flurnamen des deutschsprachigen Teils des Kantons Bern ist. Das Ortsnamenbuch erscheint seit 1976 beim Francke Verlag, heute Narr Francke Attempto Verlag.

## Ziele und Aufgaben
Ziel des Werkes ist eine möglichst vollständige Sammlung aller Mundartlautungen von Orts- und Flurnamen, die noch im Gelände verhaftet sind, das Erfassen der urkundlich überlieferten Toponyme des deutschsprachigen Kantons Bern und die vollständige Publikation des Namenmaterials in einem alphabetisch geordneten Nachschlagewerk mit möglichst sorgfältiger etymologischer Deutung der Namen.

## Entstehungsgeschichte
Die Arbeiten am Ortsnamenbuch begannen in der Folge eines Bundesratsbeschlusses von 1938, der die Kantone verpflichtete, Nomenklaturkommissionen einzurichten, denen die Zuständigkeit für die Festlegung der Namen in schriftlicher Form übertragen werden konnten. Dies geschah vor allem im Hinblick auf Kartenbeschriftungen. Die gewählte Schreibweise sollte dabei möglichst die ortsübliche Aussprache wiedergeben. Der Kommission des Kantons Bern gehörten unter anderem Heinrich Baumgartner und Paul Zinsli an. Die Berner Kommission begann damit, im Feld Erhebungen der noch lebendigen Mundartformen durchzuführen. Daraus entstand eine grosse Sammlung mündlicher Belege, die heute noch in Form von Belegzetteln an der Forschungsstelle für Namenkunde an der Universität Bern aufbewahrt wird. Dazu kamen Sammlungen historischer Belege, die aus Urbarien und anderen historischen Quellen exzerpiert wurden und ebenfalls in die Zettelsammlung einflossen. Der Gesamtbestand der Zettelsammlung beträgt rund eine Million. Ab 1976 erfolgten die Publikationen einzelner Teilbände, zunächst noch von Paul Zinsli und später von diesem zusammen mit Peter Glatthard herausgegeben. Derzeitiger Projektleiter ist Thomas Franz Schneider, der seit dem dritten Teilband als Herausgeber wirkt (teilweise zusammen mit Erich Blatter).

## Gliederung in Teilbände und Stand der Publikation
Bisher erschienen sind die ersten sechs Teilbände des ersten Bandes (Dokumentation und Deutung), welche die Alphabetstrecke A–Di/Ti abdecken (Stand 2020):
Band I: Dokumentation und Deutung
- Teilband I/1, Alphabetstrecke A–F, 1976
- Teilband I/2, Alphabetstrecke G–K/CH, 1987
- Teilband I/3, Alphabetstrecke L–M, 2008
- Teilband I/4, Alphabetstrecke N–B/P, 2011
- Teilband I/5, Alphabetstrecke Q–Sch, 2017
- Teilband I/6, Alphabetstrecke Se–Di/Ti, 2020
- Teilband I/7, Alphabetstrecke Do/To–Z, in Vorbereitung

Band II: Auswertung (in Planung)

## Publikationen
- Ortsnamenbuch des Kantons Bern. [Alter Kantonsteil]. Begründet von Paul Zinsli. I. Dokumentation und Deutung:
  - Erster Teil: A–F. Herausgegeben von Paul Zinsli. In Zusammenarbeit mit Rudolf Ramseyer und Peter Glatthard. Francke Verlag, Bern 1976.
  - Zweiter Teil: G–K/CH. Herausgegeben von Paul Zinsli und Peter Glatthard. In Zusammenarbeit mit Rudolf J. Ramseyer, Niklaus Bigler und Erich Blatter. Francke Verlag, Bern 1987.
  - Dritter Teil: L–M. Herausgegeben von Thomas Franz Schneider und Erich Blatter. Erarbeitet vom Redaktorenteam der Forschungsstelle Berner Namenbuch, Erich Blatter, Erika Derendinger et al. unter der Leitung von Elke Hentschel. A. Francke Verlag, Basel und Tübingen 2008.
  - Vierter Teil: N–B/P. Herausgegeben von Thomas Franz Schneider und Erich Blatter. Erarbeitet vom Redaktorenteam der Forschungsstelle Berner Namenbuch, Erich Blatter, This Fetzer, Roland Hofer, Thomas Franz Schneider, Inga Siegfried unter der Leitung von Elke Hentschel. A. Francke Verlag, Basel und Tübingen 2011.
  - Fünfter Teil: Q–Sch. Herausgegeben von Thomas Franz Schneider unter Mitwirkung von Roland Hofer. Erarbeitet vom Redaktorenteam der Forschungsstelle Berner Namenbuch, Erich Blatter, This Fetzer, David Gerhardt, Roland Hofer, Thomas Franz Schneider, Inga Siegfried unter der Leitung von Elke Hentschel. A. Francke Verlag, Tübingen 2017.
  - Sechster Teil: Se–Di/Ti. Herausgegeben von Thomas Franz Schneider, Roland Hofer und Luzius Thöny. Erarbeitet vom Redaktorenteam der Forschungsstelle Berner Namenbuch, Martina Heer, Roland Hofer, Simon Kistler, Thomas Franz Schneider und Luzius Thöny. Narr Francke Attempto Verlag, Tübingen 2020.